# Faixa reversível

Sinais indicativos das faixas reversíveis na Coreia do Sul.

Faixa reversível é uma faixa de rodagem na qual pode-se alterar o sentido de circulação do tráfego de veículos em determinadas condições.
As faixas reversíveis permitem aumentar a eficiência de uma rua, avenida ou estrada alterando o sentido de tráfego em cada direção de acordo com a demanda. 
A maioria das faixas reversíveis estão localizadas em ruas e avenidas de grande movimento, porém são também encontradas em pontes e túneis.
Geralmente, são utilizadas a fim de melhorar o fluxo de tráfego durante o horário de pico, mas podem ser utilizadas em caso de obras na via ou acidentes de trânsito que fechem uma ou mais faixas. 
A presença de cones de tráfego ou de outras barreiras físicas, além de semáforos e outros sinais de trânsito orienta os motoristas e pedestres em caso de reversão de uma determinada faixa.

## Galeria

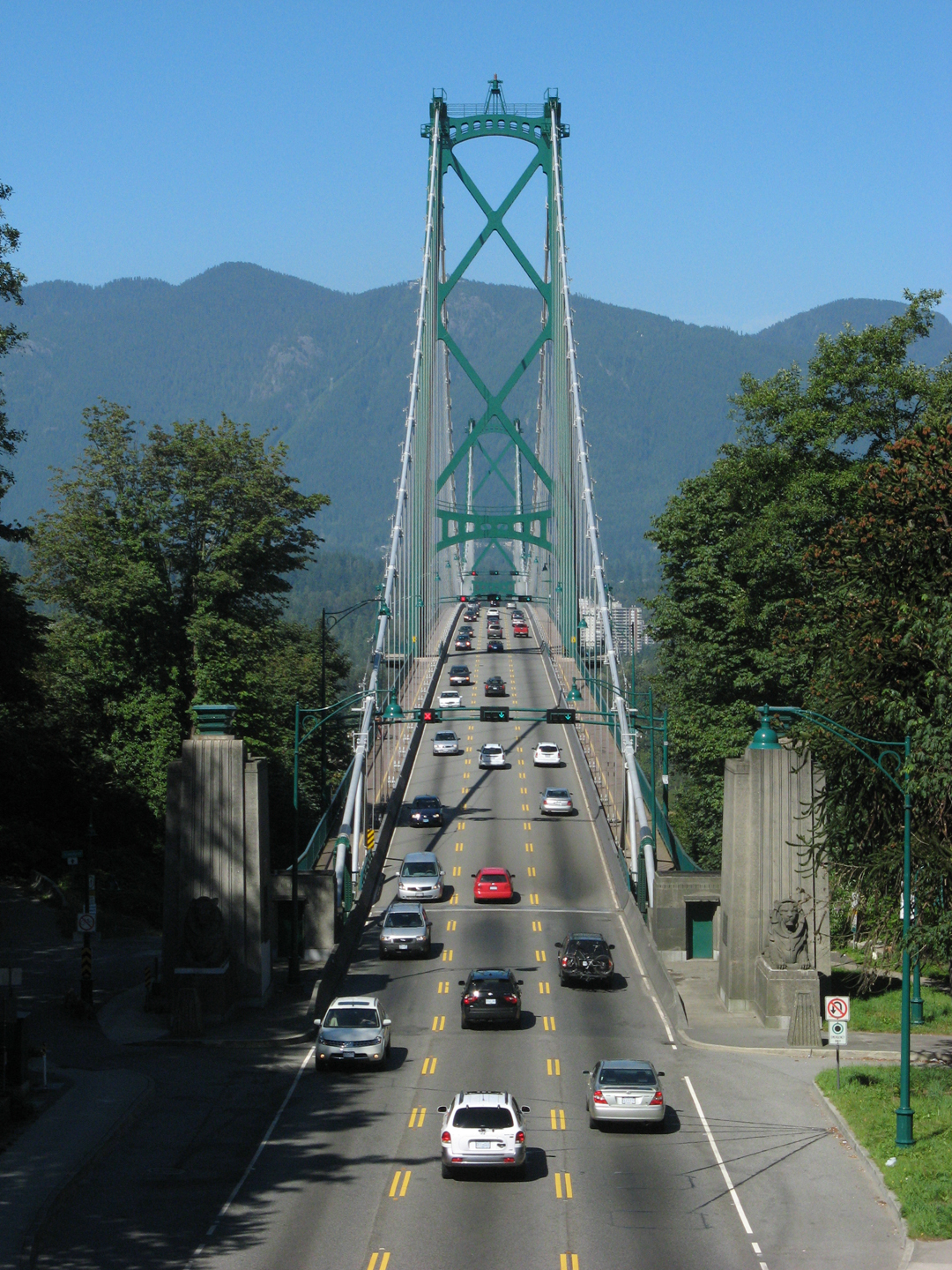
A extremidade sul da Lions Gate Bridge em Vancouver, Canadá
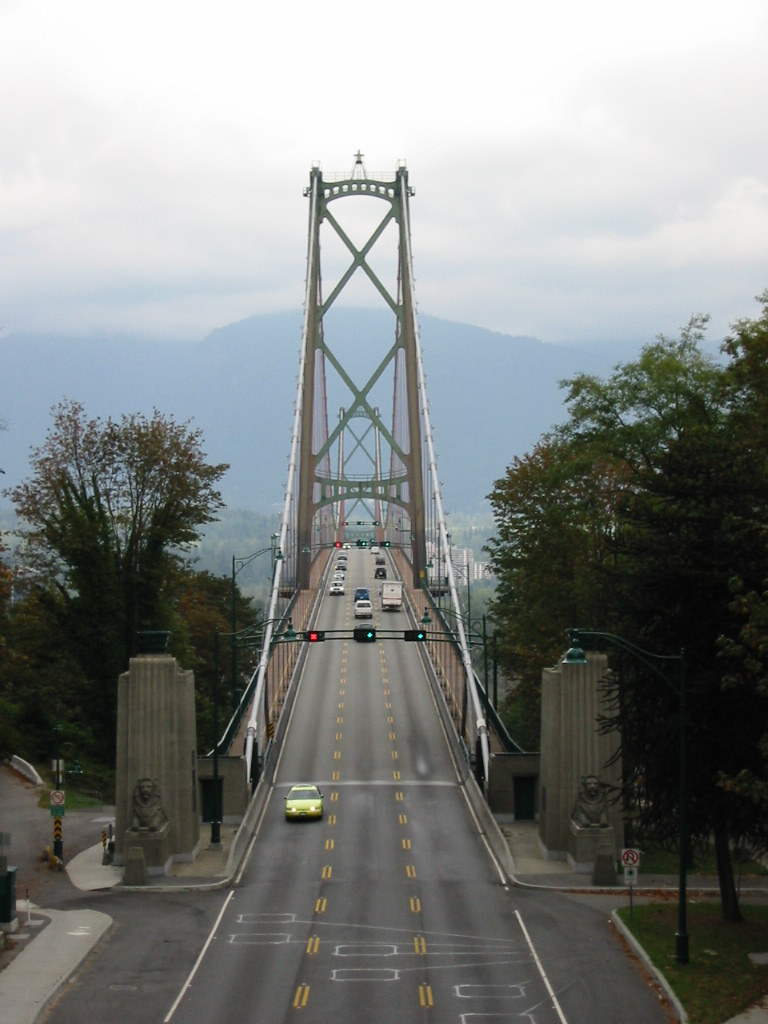
Lions Gate Bridge, reversível em sua totalidade, vista da costa do Stanley Park em Vancouver.
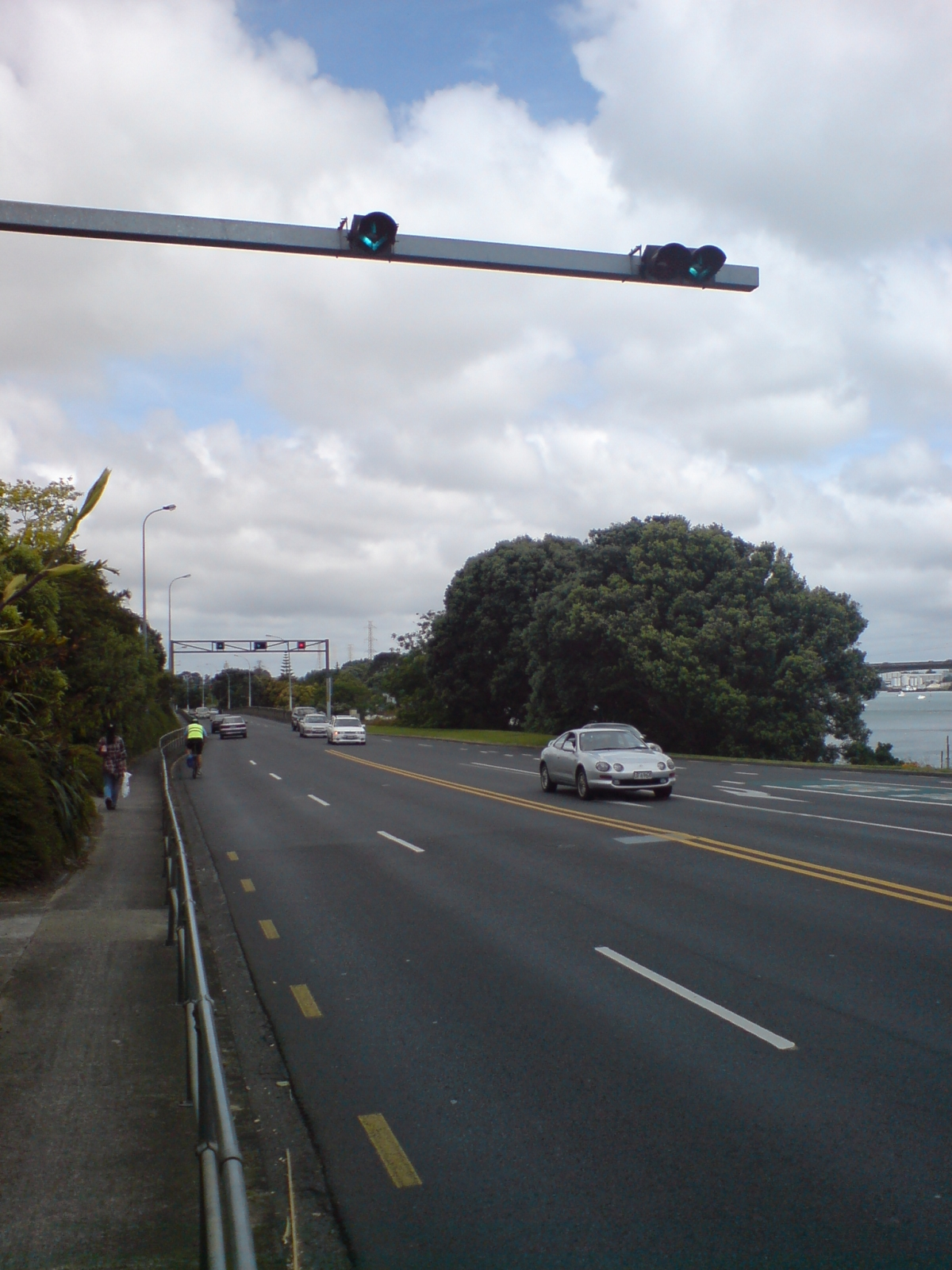
Sinais na Nova Zelândia.